# Rüstorf
Rüstorf osztrák község Felső-Ausztria Vöcklabrucki járásában. 2018 januárjában 2104 lakosa volt.

## Elhelyezkedése

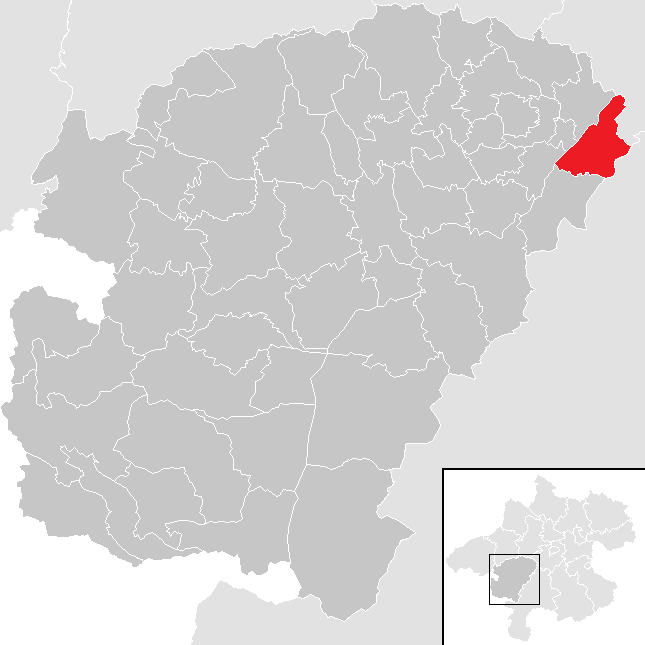
Rüstorf a Vöcklabrucki járásban

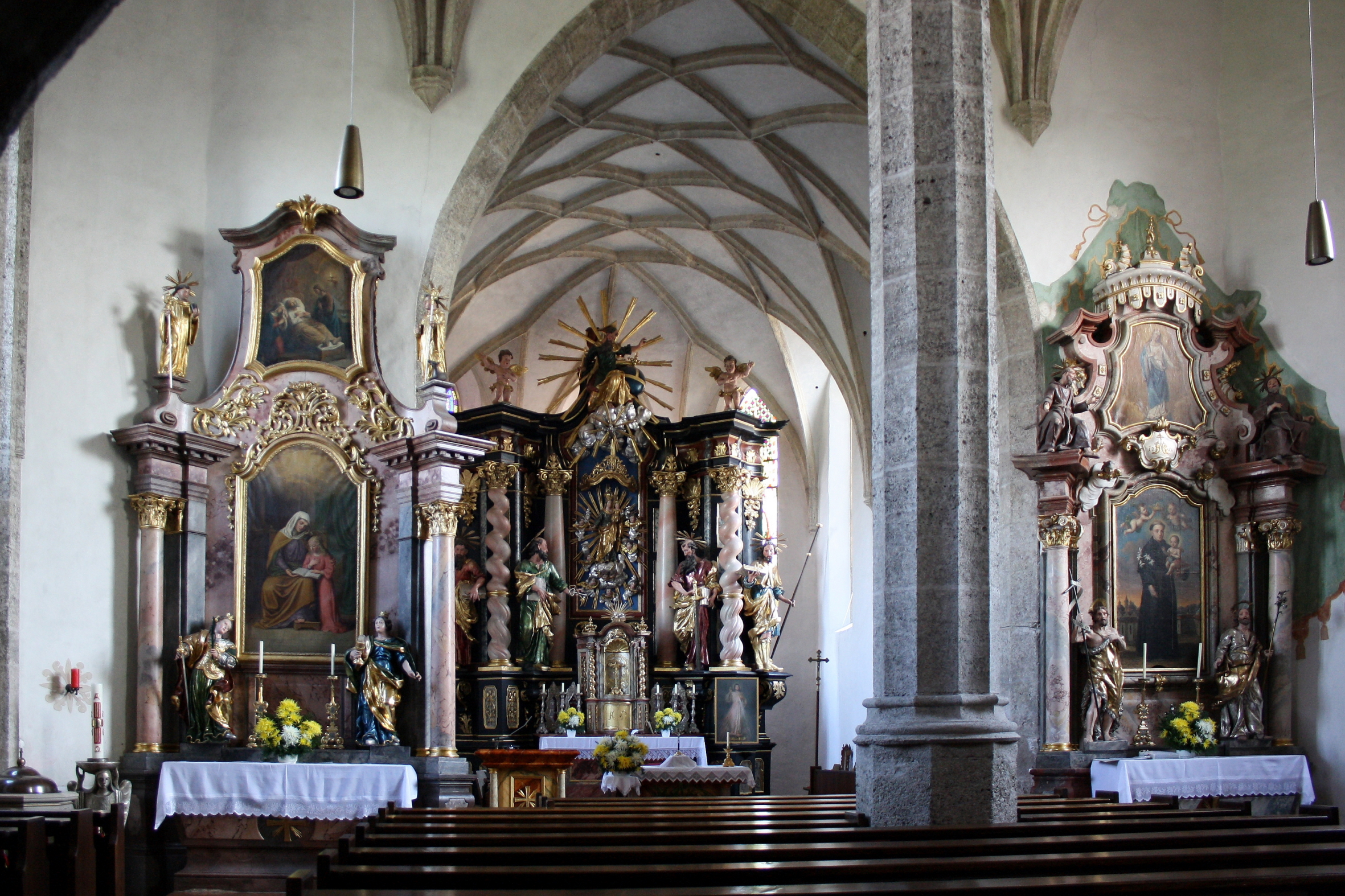
A templom belső tere

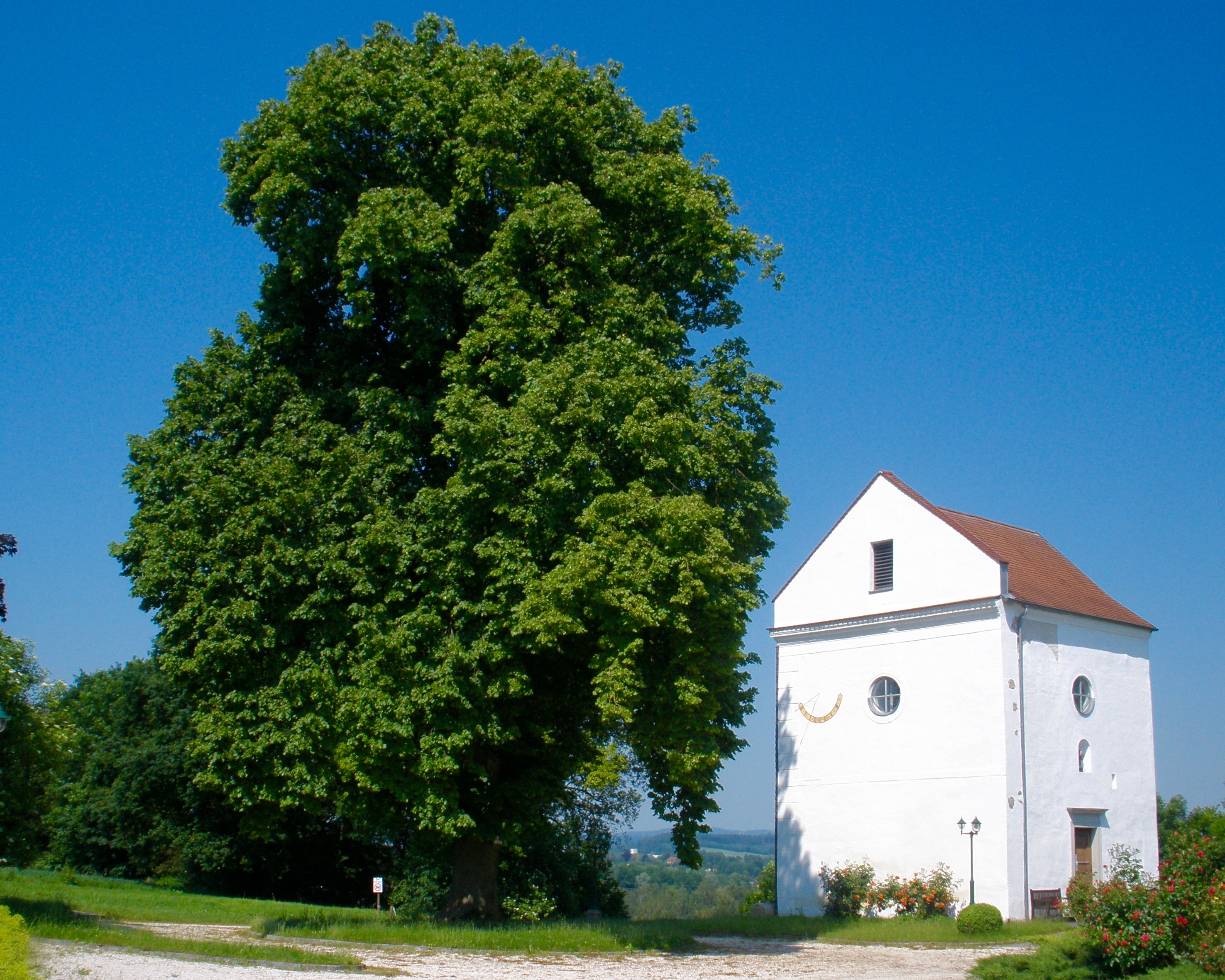
Mitterberg kastélyának kápolnája és az 1908-ban ültetett Császárhárs

Rüstorf Felső-Ausztria Hausruckviertel régiójában fekszik a nyugati Ager és a keleti Traun folyók között. Területének 31,6%-a erdő, 55,1% áll mezőgazdasági művelés alatt. Az önkormányzat 16 falut és településrészt egyesít: Buchleiten (21 lakos 2018-ban), Ebersäuln (8), Eglau (47), Glatzing (33), Hart (24), Hof (29), Johannisthal (219), Kaufing (551), Kreut (23), Mitterberg (67), 
Mitterbergholz (49), Mühlwang (334), Neudorf (64), Pfaffenberg (118), Roith (19) és Rüstorf (498). 
A környező önkormányzatok: délnyugatra Desselbrunn és Redlham, nyugatra Schwanenstadt, északnyugatra Schlatt, északkeletre Stadl-Paura, délkeletre Roitham am Traunfall.

## Története
Rüstorf területe eredetileg a Bajor Hercegség keleti határvidékén feküdt, a 12. században került át Ausztriához. Az Osztrák Hercegség 1490-es felosztásakor az Enns fölötti Ausztria része lett. 
Mitterberg várát 1185-ben említik először. A várat 1653-ban Georg Siegmund von Salburg vásárolta meg és a Salburgok a középkori várat kastéllyá alakították át. 
A napóleoni háborúk során a falut több alkalommal megszállták. 1838-ban Habsburg–Estei Miksa főherceg vásárolta meg a kastélyt, amelyet ezután papneveldeként hasznosítottak. 1911-ben a tulajdonjoga átkerült a linzi püspökséghez. A második világháborúban a birodalmi munkaszolgálat munkásait, 1944-től erdélyi szász menekülteket szállásoltak el benne. 1958-tól lakatlanná vált és állaga romlásnak indult. Mára csak a kápolna maradt meg a kastélyból.  
A köztársaság 1918-as megalakulásakor Rüstorfot Felső-Ausztria tartományhoz sorolták. Miután Ausztria 1938-ban csatlakozott a Német Birodalomhoz, az Oberdonaui gau része lett; a második világháború után visszakerült Felső-Ausztriához.

## Lakosság
A rüstorfi önkormányzat területén 2018 januárjában 2104 fő élt. A lakosságszám 1971 és 2011 között 1900-2000 körül stagnált, újabban ismét gyarapodásnak indult. 2016-ban a helybeliek 92,9%-a volt osztrák állampolgár; a külföldiek közül 0,8% a régi (2004 előtti), 1,8% az új EU-tagállamokból érkezett. 3,2% a volt Jugoszlávia (Szlovénia és Horvátország nélkül) vagy Törökország, 1,3% egyéb országok polgára. 2001-ben a lakosok 76,8%-a római katolikusnak, 11,8% evangélikusnak, 3,7% mohamedánnak, 5,3% pedig felekezeten kívülinek vallotta magát. Ugyanekkor 6 magyar élt a községben. A legnagyobb nemzetiségi csoportokat a német (94,9%) mellett a törökök (1,6%) és a horvátok (1,5%) alkották.  

## Látnivalók
- a Szűz Mária szent neve-plébániatemplom gótikus stílusú és a 15. században (egyes részei 14. századiak) épült. Barokk főoltára 1730-ból való.
- a Mitterberg kastélyának kápolnája

## Fordítás
- Ez a szócikk részben vagy egészben  a   Rüstorf című német Wikipédia-szócikk ezen változatának fordításán alapul.  Az eredeti cikk szerkesztőit annak laptörténete sorolja fel. Ez a jelzés csupán a megfogalmazás eredetét és a szerzői jogokat jelzi, nem szolgál a cikkben szereplő információk forrásmegjelöléseként.